# Mi-24雌鹿直升機
米爾 米-24（北約代號「雌鹿」[Hind]）是由米爾莫斯科直升機工廠於1972年開始生產，主要定位為對地攻擊和運載少量兵員用途的大型直昇機，最初由蘇聯空軍開始使用，現已成功外銷30多國。
北約命名規則把外銷版的Mi-25直升機和Mi-35直升機分別命名為雌鹿D與雌鹿E，蘇聯飛行員則暱稱為「飛行戰車」或「Krokodil（鱷魚）」（因為其外型輪廓和迷彩紋路與鱷魚相似）。

## 開發沿革

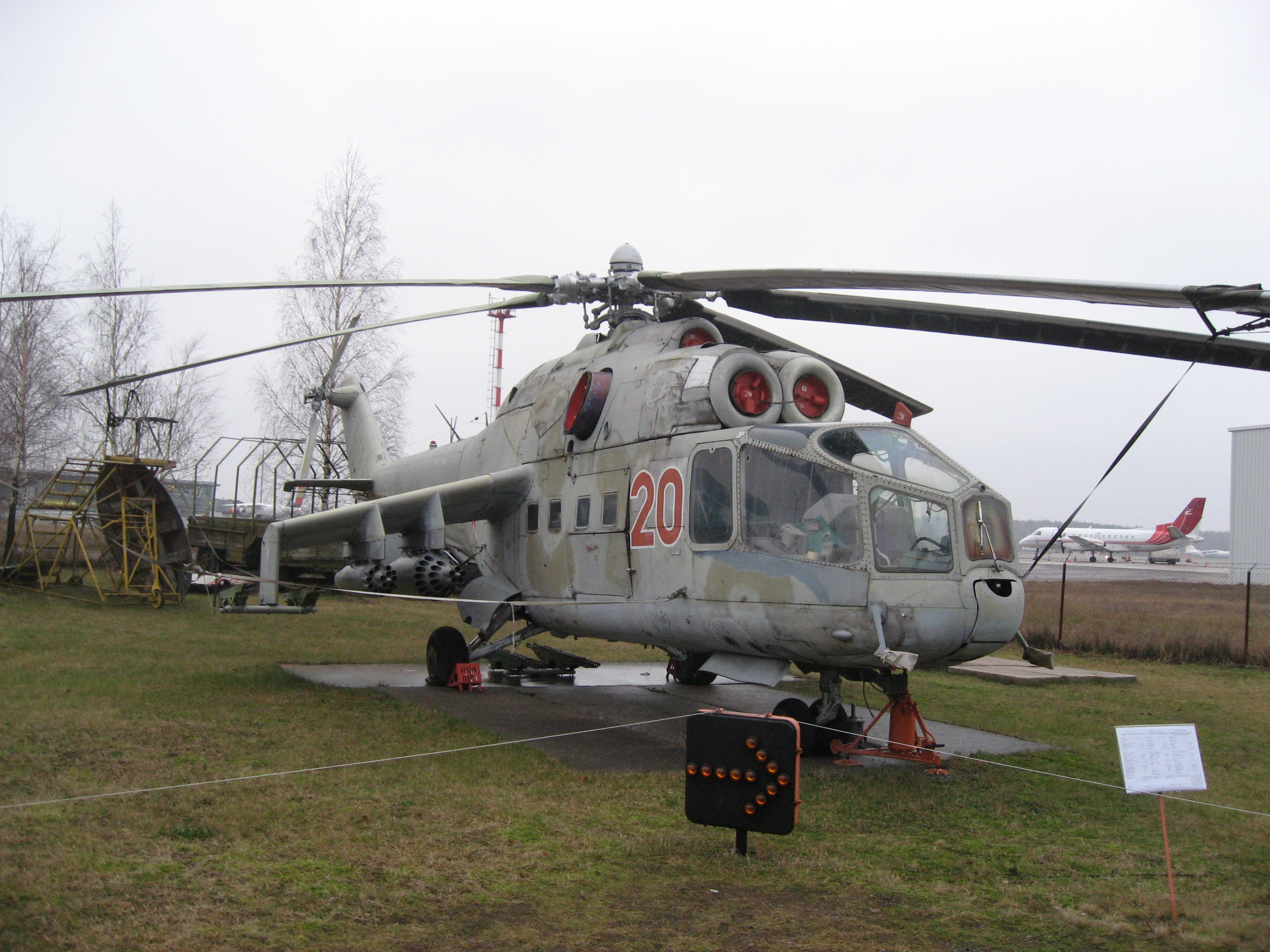
一架早期型的Mi-24A。留意其座艙設計當時為並列式設計。

1960年代早期，蘇聯設計師米哈伊爾·米爾看出明顯的戰場趨勢，步兵將借助飛行載具而有更高的戰場機動性。而該種載具除了運輸外還能提供火力支援。這種概念的第一種體現是1966年Mil首席設計師在空軍工廠部門的329號實驗機，最初的V-24是由其他專案改進而來，V-22則從未起飛，V-24的佈局和結構很類似美軍的UH-1直升機，尤其是中間的乘員艙部份。可以讓八名兵員背對背乘坐，而中後端機身有兩翼用來掛六具武器，還有一對GSh-23L機炮在起落架前。
Mil公司申請蘇聯軍全面採用這種新概念直昇機，也有許多軍中戰略專家支持，但是有一批年長的軍頭反對，他們認為資源要花在強化傳統武器比較有用。Mil最終說服了國防部長的第一接班人安德烈·格列奇科將軍，派遣一批專家評估該計畫，最初專家的意見分歧，但是最後贊成派佔上風，戰場支援直升機專案頒布成案了。
Mil工程師準備了兩種基本設計，7噸單引擎設計和10.5噸雙引擎設計，都使用1,700馬力TV3-177A渦輪引擎，之後三具完整機身模型和五具座艙模型被提交使駕駛員和武器官能夠實際坐入提供微調意見。雖然Kamov設計局認為他們的Ka-25陸軍版攻擊直昇機是另一較便宜的選擇，最初也被考慮過，但不久後大家都偏愛Mil的雙引擎版模型，許多軍方堅持的設計被納入，如23mm機砲被換成旋轉砲塔型的重機槍，當時開發中的9K114 Shturm反戰車飛彈也納入裝備。
1968年5月6日指令頒布正式開發雙引擎版構型。工作一直到Mikhail Leont'yevich Mil於1970年過世時還在進行中，1968年8月進入細節設計（計畫代號Yellow 24）全比例樣品機於1969年2月完成提交，9月15日栓在鐵鍊上試飛，四天後第一次自由飛行，第二批十架的試驗機接著被生產出來。1970年6月開始18個月的連續測試，改良重點在結構強度和金屬疲勞、減震問題，機翼傾斜12度以上時如果時速超過200km機頭會翻轉也是一大問題。
問題改良後的第一版量產版Mi-24A雌鹿在1970年正式投產。1972年官方承認納入作戰序列。
米-24生產裝備數量巨大，據統計蘇聯阿爾謝涅夫和羅斯托夫的兩家直升機工廠已生產了2300多架各種型別的米-24直升機。現約有120架仍在俄羅斯和周邊國家服役，各軍區都編有直升機中隊。單價約為550萬美元。其出口型還出口到阿富汗、阿爾及利亞、安哥拉、古巴、印度、伊拉克、利比亞、尼加拉瓜、越南、也門等國家，參與了兩伊戰爭等多次局部戰爭。

### 最新動態
2007年10月，defense-aerospace.com報導沙烏地阿拉伯政府簽訂合約升級150架Mi-35和Mi-17直升機合約22億美元。
2007年10月俄羅斯宣布於2015年之前替換250架Mi-24為300架Mi-28。

## 特性

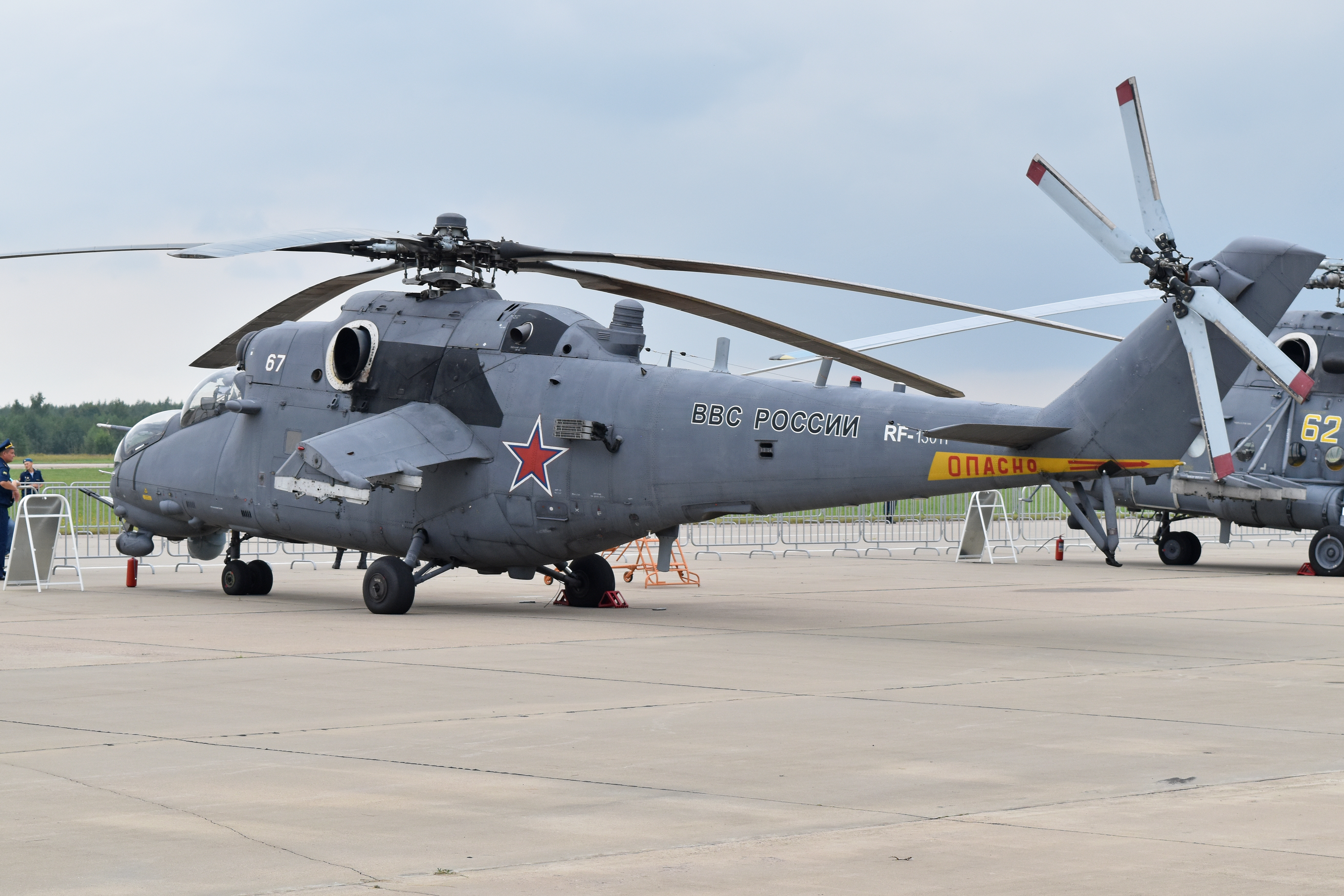
Mi-35的新版X型尾槳

雌鹿改良自Mil Mi-8直昇機，兩具機頂渦輪引擎、五葉主旋翼、三葉尾旋翼構型，引擎設計使該機有獨特的雙前進氣口，第一版是有角度的溫室型座艙罩，D型機開始是前後式的雙座氣泡座艙罩，其他機身元件來自Mil Mi-14直昇機，武器掛在兩翼下，可以執行混合任務：反戰車、空中支援、空戰、運兵。
機身重裝甲和鈦質旋翼可以直接抵檔12.7 mm口徑武器的射擊，前兩機艙都有加壓可防生化武器，起落架採用輪式伸縮。Mi-24是兼具攻擊與運輸的直昇機，任何北約國家都沒有此類機種。唯一能比較的是UH-1直升機，該機有部分概念是運輸兼攻擊，也在越南用於投入兵力和部分攻擊任務，但不能在一次飛行中同時做這兩種任務，因為要換裝一些零件才能改裝成運輸或攻擊用機（攻擊時成員艙要挪作油箱和彈藥艙）；但雌鹿可以直接進行兩種功能，這有戰略上的顯著差異。也幫蘇聯在1980至1989年阿富汗戰爭中立下許多大戰功。

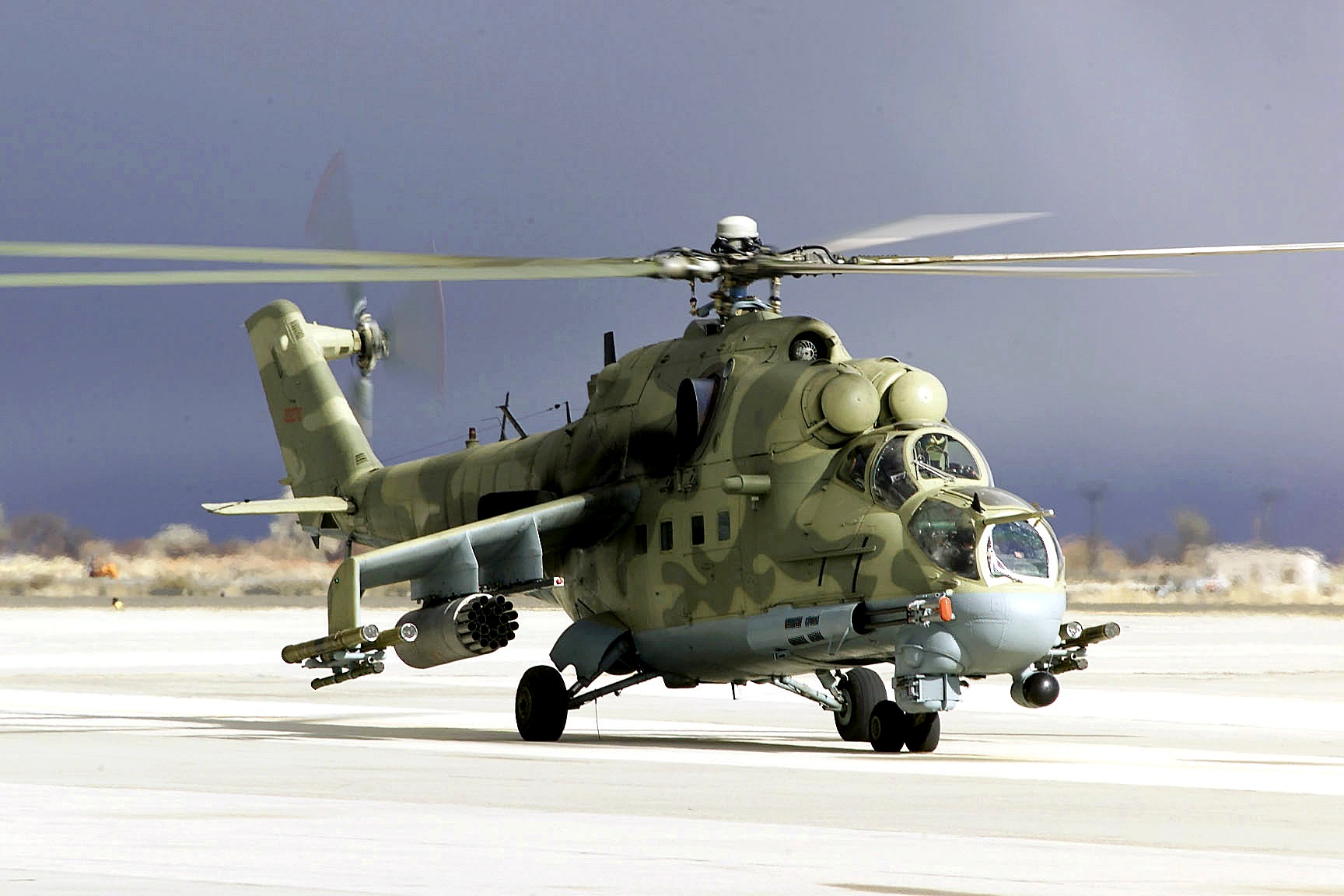
由美軍士兵操作的Mi-24P Hind-F

## 服役史

### 歐加登戰爭（1977年－1978年）
Mi-24首戰是衣索比亞的歐加登民族解放陣線之歐加登戰爭（Ogaden War）對抗索馬利亞，直昇機從蘇聯被大量運往衣索比亞，直到蘇聯1977年改變立場為止。雌鹿被作為空陸聯合作戰的手段，也造成1978年索馬利亞軍被完全趕出衣索比亞。

### 柬越戰爭（1978年）

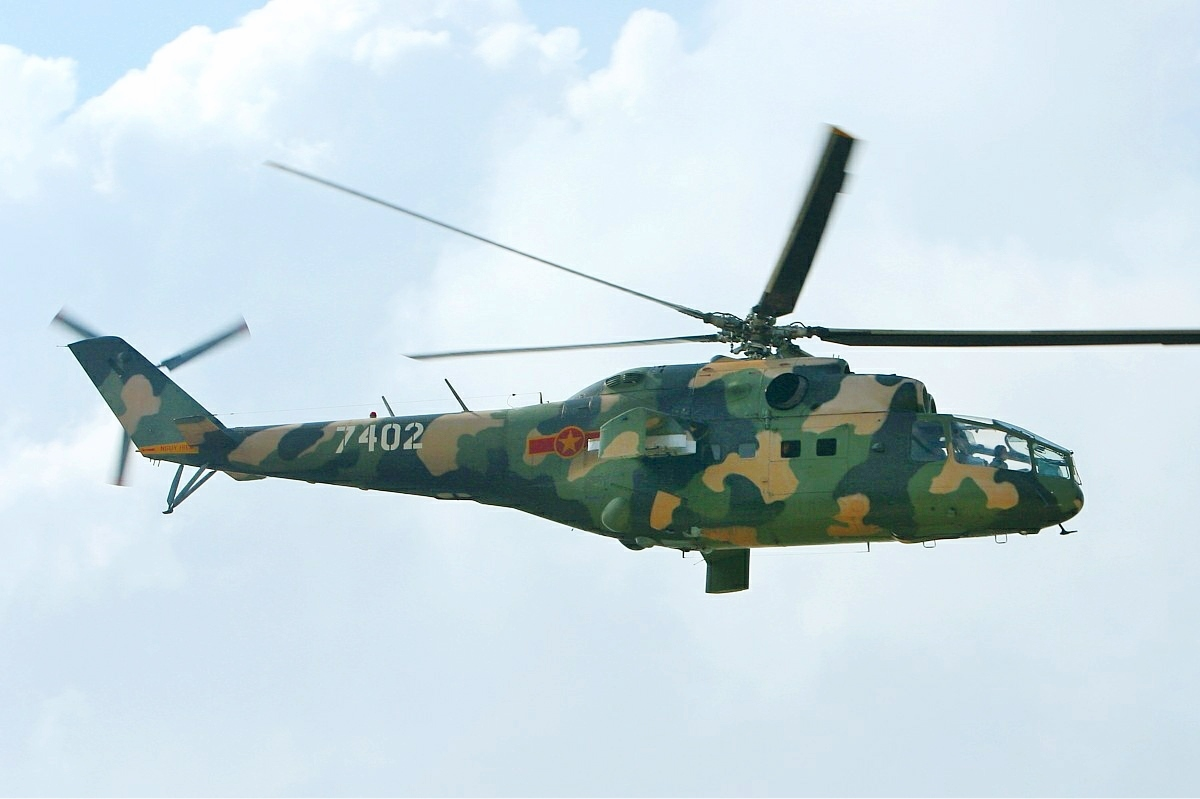
越南空軍的Mi-24A

柬埔寨和越南戰爭Mi-24大規模運用在越南人民軍空軍，發揮其空中砲艇功能摧毀諸多紅色高棉的基地和前哨站，導致1986年柬埔寨撤退到泰國邊境。

### 蘇聯入侵阿富汗（1979年－1989年）

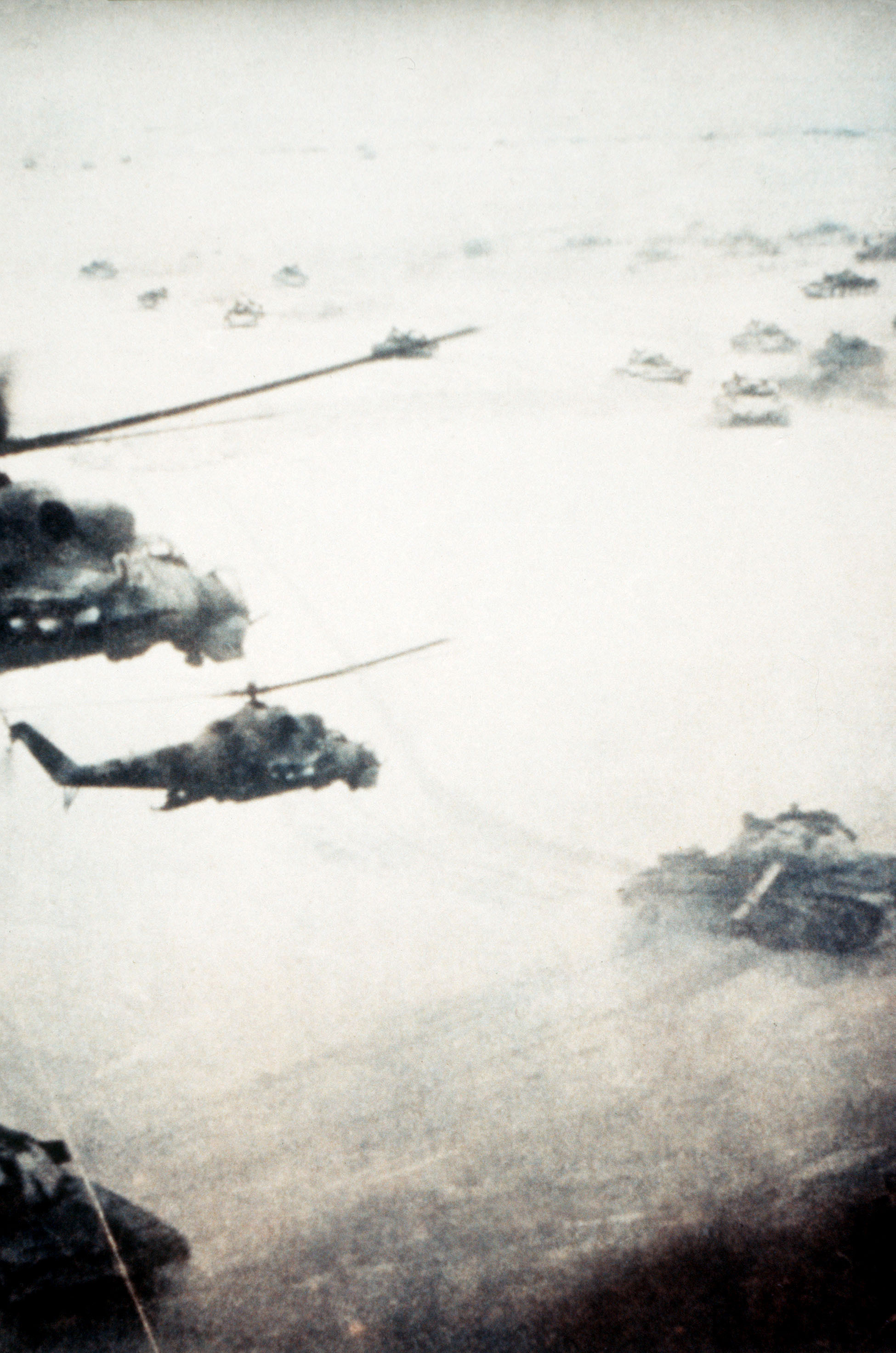
攝於1984年5月23日，蘇聯雌鹿直升機於阿富汗戰鬥。

雌鹿Mi-24在蘇聯阿富汗戰爭中被大量運用，主要是轟炸聖戰者（Mujahideen）戰士，而美國支援聖戰者的單兵刺針飛彈（FIM-92 Stinger）和高射機槍也擊落了不少Mi-8和Mi-24，可以說刺針和雌鹿的對決，就是阿富汗這場強國代理戰爭的縮影。據估計戰爭中蘇聯每年使用的直升機為5-600架，其中250架是MI-24。而CIA在80年代的報告認為蘇聯在80年使用85架MI-24,85年上升到120架。

#### 第一次部署
1979四月蘇聯第一次提供雌鹿給阿富汗政府軍，用以消滅聖戰者的游擊隊，阿富汗駕駛員受過良好訓練並且有效使用雌鹿，但是聖戰者游擊隊也有反擊能力，1979年5月30日首次擊落了雌鹿。
阿富汗局勢嚴峻後，1979年12月25日蘇聯正規軍準備投入，然而這卻是一大錯誤。苏联红军發現他們面對阿富汗地形的游擊戰很不利，尤其對手是有戰鬥經驗、狂熱又殘忍的聖戰者戰士，此時雌鹿似乎是蘇聯軍唯一的反游擊法寶，蘇聯指揮官要求所有能動的雌鹿都要投入戰場。

#### 早期戰鬥經驗
經過惡劣的戰鬥學習曲線後雌鹿駕駛員也學會了戰鬥技巧，聖戰者戰士稱呼雌鹿是「撒旦的戰車」，例如有一次雌鹿奉命營救一支步兵隊，他們在單純的攻擊行動中卻用光了彈藥，而雌鹿除了帶來物資和一些兵員之後還能留在上空提供持續火力支援，一般喷气式战机往往只能停留很短時間之後油料和彈藥就耗光要回程，戰場發生變化後又要重新呼叫空中支援，所以步兵們普遍愛好雌鹿出現的聲音。
雌鹿通常掛有對付輕型目標很有效的S-8火箭、S-5火箭，23mm機砲可以壓制步兵，它還能載運十枚100公斤炸彈轟炸碉堡，對付更堅固的工事時還能選掛250公斤炸彈四枚或是500公斤炸彈兩枚。有些雌鹿機員被訓練成專業「投彈狙擊手」可以光憑目視就把炸彈丟入陣地正中，有時也會使用油氣彈，雖然最初大家都看輕這種熱風和爆震波為主的炸彈，然而最後發現油氣彈比任何炸彈都強。
戰鬥經驗很快發現載運一支步兵班投入戰場不是好主意，因為雌鹿在阿富汗多飛行高海拔，所以後艙裝甲都被拿掉；駕駛員必須時時擔心後面兵隊被擊中而折損戰鬥的專注力，最後發現Mi-8來負責運兵而雌鹿負責專職掩護和攻擊是最好的搭配。所以後艙後來用以載運一名維修員並加裝側面艙門重機槍，維修員平時可以操作機槍掃射地面還能負責注意後方，有時兩側都架上機槍維修員可以自由切換於兩邊位置掃射，不必搬動機槍或是要飛機掉頭，有時這在戰場上就是生與死的差別。維修員在小故障時還能提供戰場維修能力或是重新裝填火箭。
側面艙門重機槍雖然在掩護左翼，但是依然無法瞄準正後方，Mil公司有嘗試過安裝正後方機槍，槍管從一個機尾的小槍塔伸出，但是實驗非常失敗因為艙內會引進排氣管的廢氣使人無法忍受，而且示範過程中有一個過胖的蘇聯將軍還被卡在小機槍塔內。後來雌鹿改成加裝後視鏡讓駕駛能看後方來的攻擊，做出閃避動作，稍微彌補這問題。
雌鹿不只可以輸送兵員和提供地面支援火力，還能擔任護衛任務，用火箭轟炸把埋伏的步兵引出來，也常執行獵殺特定目標任務，獵殺任務至少要兩架也常有四架或八架編隊出動，可以相互火力支援，他們用的是二戰德軍發展的戰術「死亡之輪」；不過是以雌鹿直升機執行，機群繞著一塊圓周飛行閃避的同時往中間猛轟，聖戰者游擊隊只好改由晚上出動以躲避雌鹿獵殺，但是蘇聯又對飛行員進行夜戰訓練，丟下照明彈來點亮可疑區域進行攻擊；聖戰者游擊隊只能用看見照明彈時快速散開的戰術，但作戰效率也因此大受干擾。

#### 高折損率
雌鹿直昇機在阿富汗战场折損率很高，沙漠塵暴和高溫嚴重損害機械；沙子會卡住PZU空氣濾網，然而游擊隊任何時候都能作戰。他們早期對空武器只有機槍和機砲，但不久後發現任何.23口徑槍以下的武器都不能打倒雌鹿，機員座艙有重裝甲可以防護任何.50口徑（12.7 mm）武器，然而尾翼卻是唯一弱點，只有攻擊尾翼才容易奏效，這一時期遊擊隊唯一用來對付它們的武器是DShK重機槍和ZGU-1高射機槍。
1983年起，CIA正式开始支援游擊隊，提供FIM-43紅眼便攜式防空飛彈，後來還有FIM-92刺針便攜式防空飛彈肩射武器（SAM）给游擊隊使用，使雌鹿的作戰環境更惡劣。刺針飛彈的性能再加上雌鹿的耗損，造成重大傷亡，只要稍微擊中主旋翼就會碎裂，不久後Mi-4、Mi-8、Mi-24都裝上了熱焰彈和飛彈警告器，類似美軍AN/ALE-47反制灑佈器，讓飛行員有一點機會可以躲過或迫降。
雌鹿也因此通常護航其他直昇機進出喀布爾，使用熱焰彈去欺騙刺針飛彈，必要時還得用機身擋飛彈，因為最壞情況下雌鹿被擊中的生存率也好過運輸直昇機被擊中，所以機員都自稱“Mandatory Matsurovs”，（強制的馬斯托洛夫），Masturovs是一位二戰蘇聯英雄，傳說他犧牲自己去堵住德軍機槍口，讓友軍能反擊。

#### 雌鹿機組員
雌鹿的駕駛組員裝備了可摺疊式槍托的AK-74或AKS-74U突擊步槍，所以就算被擊落也有一定戰力，也備有食物和飲用水的求生包，還有一間隔艙放置更多彈藥和手榴彈，所以被聖戰者游擊隊擊落在沙漠中也不必擔心餓死或渴死。
在不殺人就被殺的戰場環境；雌鹿機組員習慣於在前線活動，戰爭早期，Mil公司主席Marat Timoschenko訪阿富汗詢問士兵對雌鹿看法，士兵還展示作戰演習，他們展示的還有被認為是不可能的桶形滾轉，Marat Timoschenko驚訝的說：「我一直以為自己知道自己直升機的能耐，但現在我不確定！」

#### 蘇聯入侵阿富汗的結果

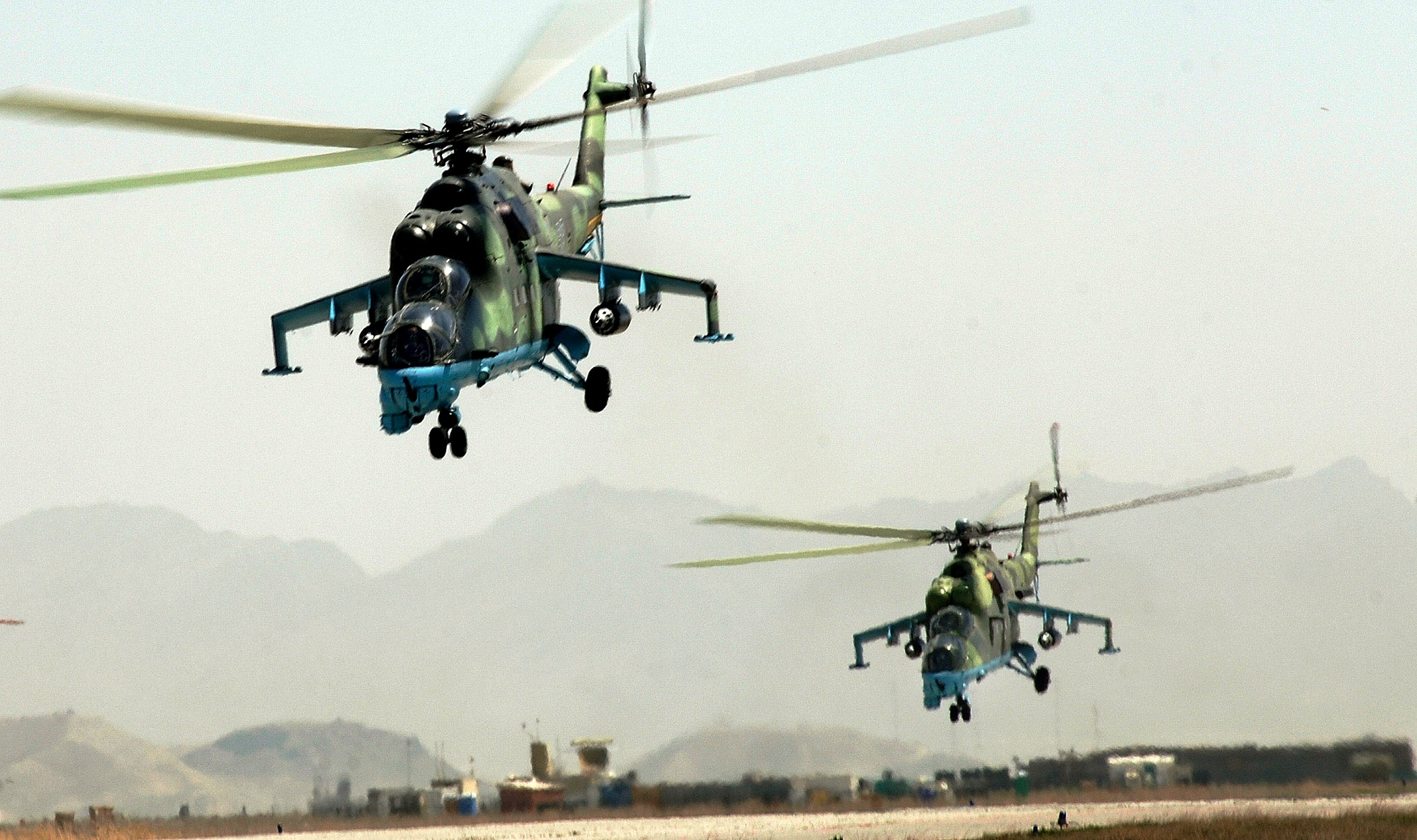
在阿富汗的Mi-24

雖然生產工廠不斷改良直昇機和訓練機員操作技巧，卻無法改變政治和軍事因素的危機。阿富汗想把所有事情都賴給蘇聯，而且戰爭無結束跡象，蘇聯領導者不再認為幫助阿富汗人互殺的這場代理戰爭有任何利益。1987年，蘇聯想把自己救出戰爭泥沼，不再想管任何阿富汗的事，雖然這並不容易，但還是撤軍了。1989年2月2日，一架雌鹿在晚上被擊落，兩機員都被殺，這是在將近十年戰爭中最後一架被擊落的蘇聯直升機。

#### 阿富汗雌鹿的撤回
雌鹿也有提供給親蘇聯的阿富汗軍，直到蘇聯撤出後的阿富汗革命內戰都還能見到雌鹿活躍。但有些被叛逃巴基斯坦的士兵飛到巴基斯坦；還有一些落入美軍手裡。
許多雌鹿漸漸變成不能飛行。但是少數北方聯盟手中的雌鹿因為有蘇聯偷偷提供零件而能維修，直到911事件後2001年的美阿富汗戰爭都還能用。目前阿富汗政府是否有使用雌鹿已經不得而知。

### 两伊战争（1980年－1988年）

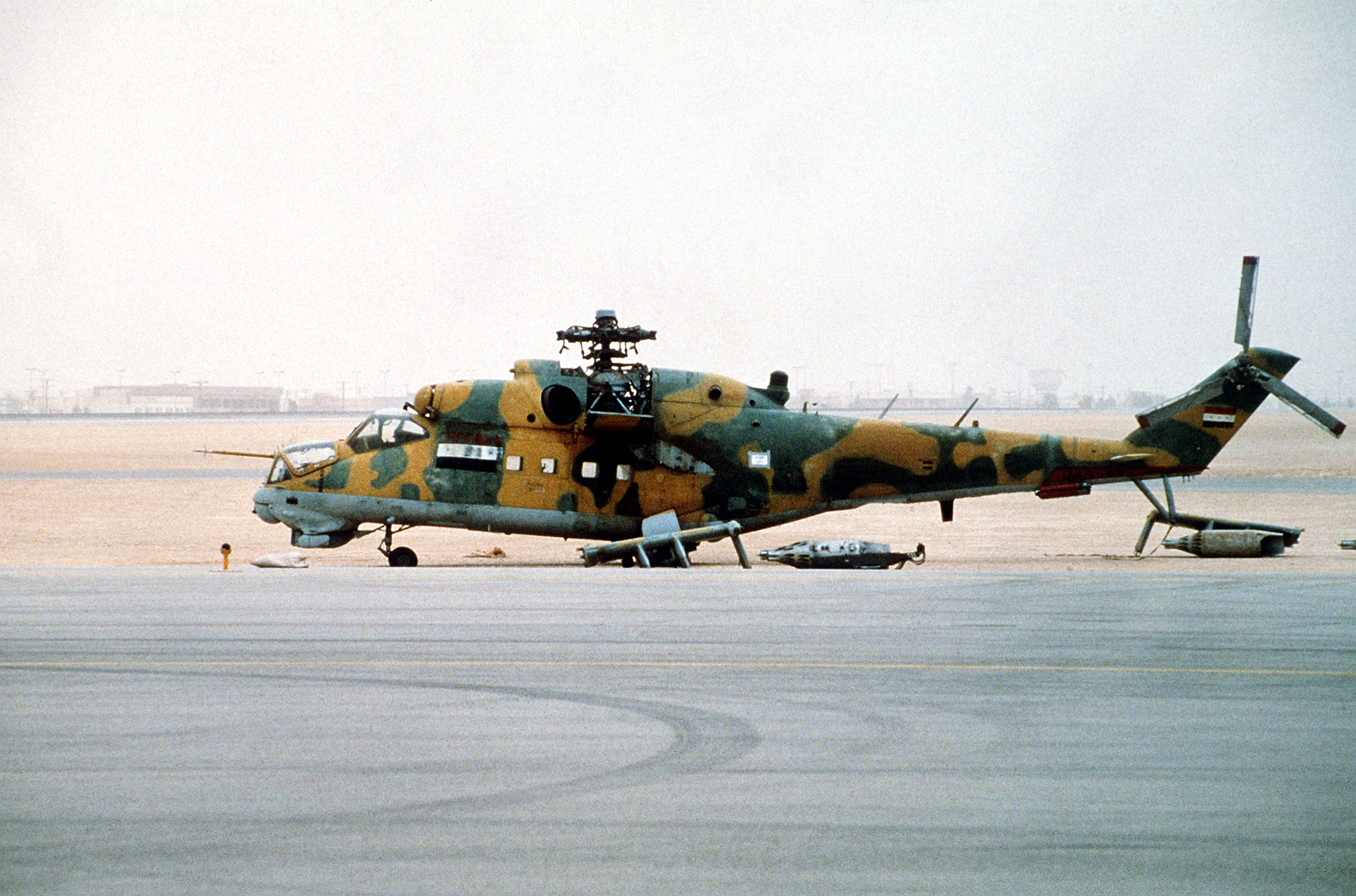
伊拉克軍的Mi-25

Mi-25在兩伊戰爭被伊拉克用来對付伊朗，雌鹿是造成伊朗地面兵力傷害的主要來源，但是雌鹿缺少反戰車能力，當時蘇聯的反戰車飛彈科技落後西方許多，只能裝备老舊的9M17 Skorpion反戰車飛彈，這逼使伊拉克發展新戰術，並聘請了東德顧問，把雌鹿搭配法國制SA342 Gazelle直昇機一起出擊，雌鹿先用強大火力进行区域壓制，再用歐製SA342飛彈解決戰車。此戰術在伊朗的「齋戒月行動」中被證實非常有效，可以癱瘓敌人战车的進攻（1982年7月）。
這也是史上首次直昇機空戰，由雌鹿對抗伊朗的美製AH-1眼鏡蛇（AH-1J），雖然雙方各有勝負但是雌鹿略佔上風（10架眼鏡蛇被擊落，6架雌鹿被擊落）；也許原因是伊朗機員訓練比較差。

### 尼加拉瓜内戰（1980年－1988年）
Mi-24也用於1980年代尼加拉瓜革命戰爭的政府軍陸軍。

### 豐田戰爭（1980年－1988年）
Mi-24由利比亞使用，利比亚在撤退时在乍得丢弃大量装备。1988年戰後，美国160特战航空大队成功回收了一架功能正常完整的Mi-24作研究，行動代号「Mount Hope III」。

### 斯里蘭卡内戰（1987年－2009年）
1987年－1990年的印度維和部隊在斯里蘭卡使用Mi-24，尤其當印度空軍派分遣隊支援斯里蘭卡武裝軍對付斯里蘭卡好戰組織，例如泰米爾-伊拉姆猛虎解放組織。印度在Mi-24的火力支援下取得重大戰果而且無一被擊落，相對之下泰米爾猛虎沒有任何武器對付Mi-24而只能挨打，雖然他們有重機槍擊中過Mi-24但是無法擊落。
從1995年11月14日起到現在，斯里蘭卡空軍依然使用Mi-24對付泰米爾猛虎；尤其地面密接火力支援非常有效，目前斯里蘭卡空軍用的機隊為混合式的有Mi-24/-35P和Mi-24V/-35各版本，有些升級了以色列的航電系統，但是當解放之虎取得攜帶型防空飛彈後開始有傷亡，五架Mi-24被擊落，三架在地面進攻時被毀。

### 海湾战争（1991年）
Mi-24被薩達姆用來攻打科威特，雖然許多是回收重組品，但是薩達姆依然依靠它們的戰力在戰後掌權。
少數例子中Mi-24還被寄放在國界外到伊朗領土上，以躲避聯軍轟炸，然而伊朗卻把它們用在自己的用途上，薩達姆也不敢表示意見。

### 克羅埃西亞獨立戰爭（1990年－1995年）
第一次出現於1993年，克罗地亚陸軍使用12架Mi-24於1995年風暴行動，機體來自南斯拉夫軍和Krajina軍。

### 兩次車臣戰爭（1994年-2009年）
在車臣，1994年和1999年的兩次戰爭期間，Mi-24都被俄羅斯聯邦軍隊從阿富汗徵召回來參戰，然而直昇機卻變成最易受攻擊的目標，共有12架損失，其中有不少原因是俄軍預算不足使直昇機保養狀況不佳。

### 科索沃战争（1996年－1999年）
科索沃解放軍的叛民舉兵戰鬥期間，特種部隊直昇機頻繁攻擊Donji Prekaz村，1998年3月1日晚上，一架塞爾維亞特種部隊的Mi-24V雌鹿被小口徑武器擊中而迫降，但是叛軍依然被隊員擊退，1998年夏季期間Mi-24V從事許多戰役，6月27日在四架雌鹿支援下特種部隊幫助100名警察和塞爾維亞平民從北約的Kijevo村封鎖區逃走，此戰役中Mi-24V和Mi-17擔任運補彈藥和撤離傷兵。

### 第二次蘇丹內戰（1983年－2005年）
蘇丹空軍在1995年購買了六部Mi-24在蘇丹南部及Nuba山脈在第二次蘇丹內戰與蘇丹人民解放軍交戰。在第一年的戰役中，最少在非戰鬥行動中損失兩架直升機，稍後可能收到補充的飛機。
2001年蘇丹再購買12架直升機，只在蘇丹南部油田活動。Mi-24亦曾於2004年至2005年駐守於達爾富爾。

### 塞拉利昂内战（1991年－2002年）
獅子山先擁有一架後來又有三架Mi-24V由南非傭兵駕駛用以對付革命前線RUF叛軍，1995年，它們在獅子山革命戰爭中把RUF從首都弗里敦中趕出。

### 第一次刚果战争（1996年－1997年）
三架Mi-24為蒙博托陸軍所用，後來被扎伊尔空軍買去，這些飛機是1997年提供給扎伊尔的，其中至少有一架是塞爾維亞傭兵所駕駛。

### 2001年馬其頓衝突（2001年2月－2001年8月）
馬其頓人民軍使用Mi-24V是由烏克蘭提供，2001年，大規模的馬其頓衝突其實是壓制阿爾巴尼亞分裂主義者的戰爭，主戰場在Tetovo、Radusha和Aracinovo三區，雌鹿被經常使用並證明了有效性，例如在Aracinovo村消滅數百人的戰果。

### 象牙海岸革命戰爭（2002年－2004年）
五架由傭兵駕駛的政府軍Mi-24參與了象牙海岸革命戰爭，但是攻擊了法軍基地亦殺死9人後，五架都在法國的報復行動中被毀。

### 第二次刚果战争（1998年－2003年）
联合国维持和平部队雇用了印度空軍的Mi-24/-35參加二次剛果戰爭的任務，從2003年以來這些機體都是由以色列飛行員操作。

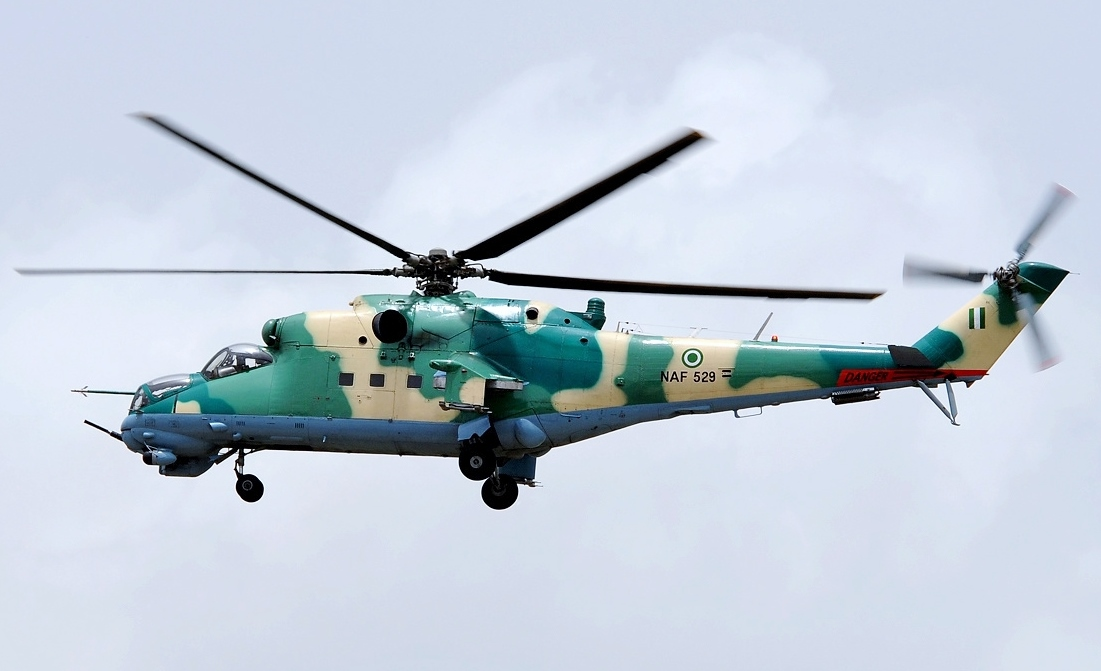
奈及利亞的Mi-24

### 伊拉克战争（2003年3月－2011年12月）
波蘭特遣隊支援美國伊拉克戰爭，在2004年12月間出動六架Mi-24D。一架2006年7月18日墜毀於Al Diwaniyah空軍基地，戰後波蘭打算直接把直昇機移交給伊拉克新軍。

### 阿富汗戰爭（2001年－2021年）
捷克捐了六架MI-24給阿富汗空軍。2011年9月13日一架MI-35參加了擊退塔利班的行動。波蘭派遣部隊也使用6架MI-24和4架MI-17，前者的飛行員是在德國受訓的。2011年1月26日，一架MI-24在基地起飛時被擊中，但是四名波蘭人和一名美國兵都沒受傷。

### 索馬利亞戰爭（2006年－2009年）
衣索比亞空軍有三架Mi-35和十架Mi-24D用於2006年至今的索馬利亞戰爭。2007年3月30日，一架被伊斯蘭叛軍於摩加迪休國際機場附近擊落。

### 俄乌战争（2014年－現在）
2014年5月2日，烏克蘭國防部證實兩架Mi-24遭烏克蘭東部親俄份子擊落。5月5日，又有一架Mi-24在東部城鎮斯拉揚斯克（Slaviansk）附近遭擊落，飛行員生还。

## 衍生型

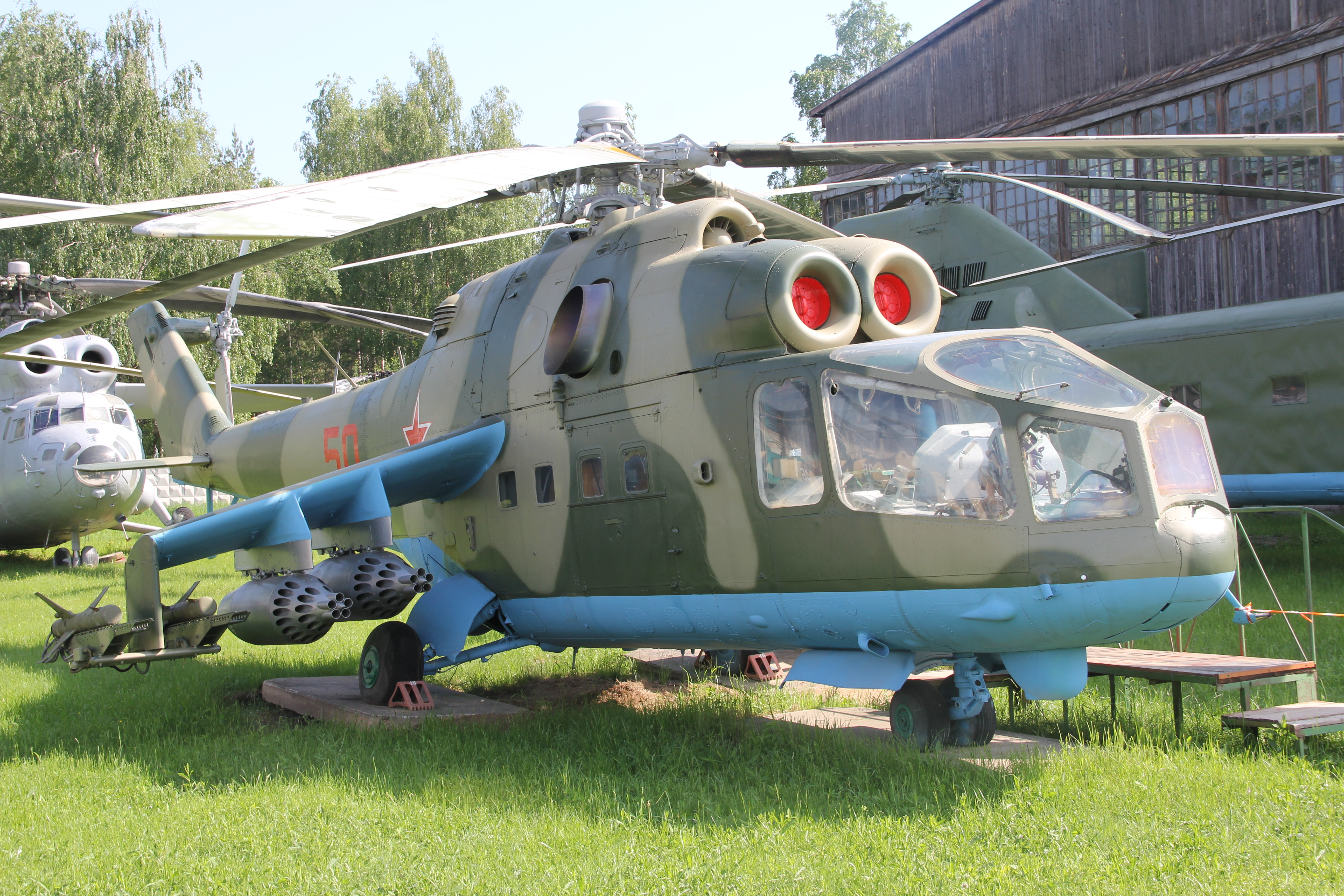
早期的Mi-24A

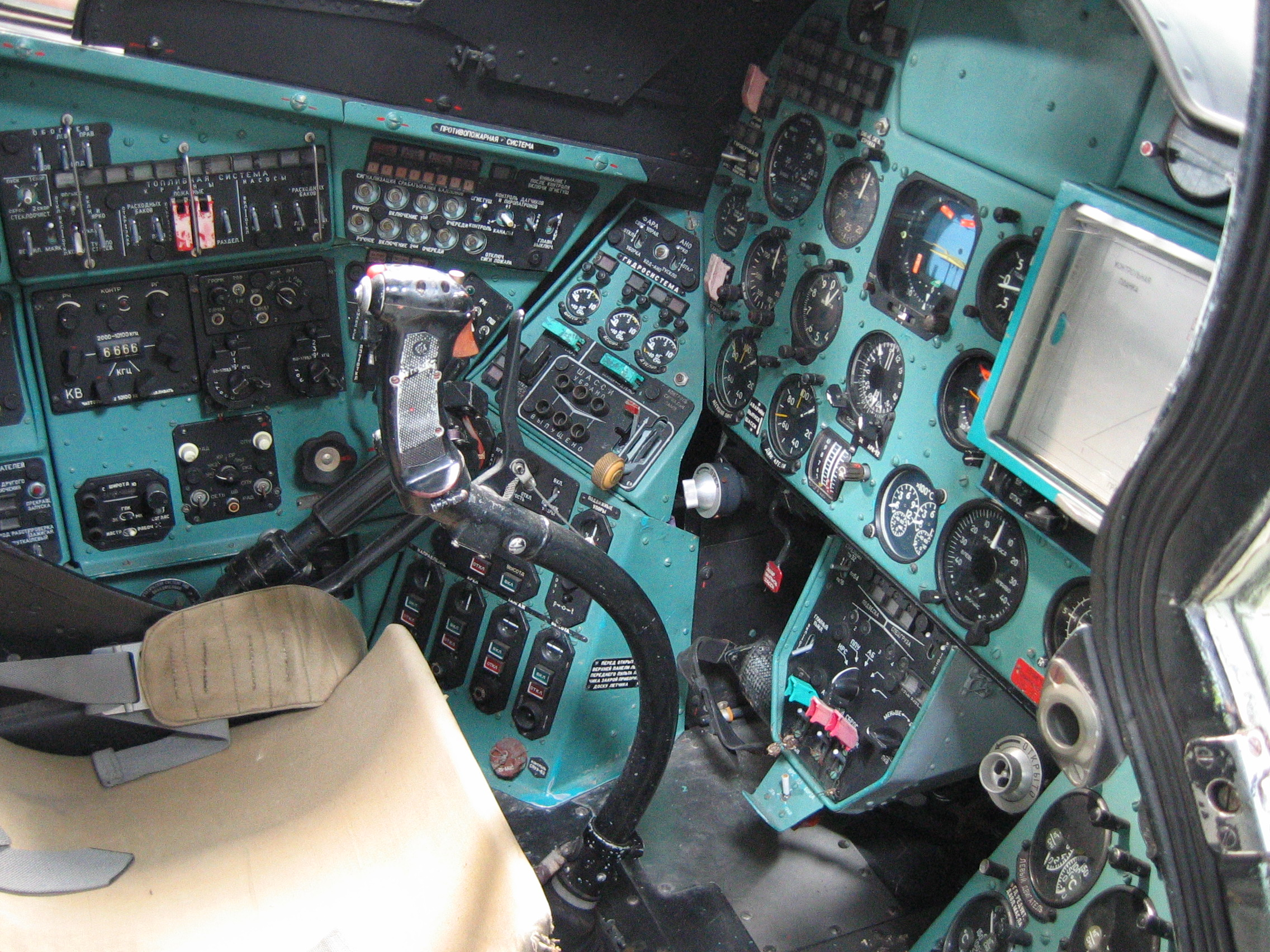
Mi-24D座艙儀表

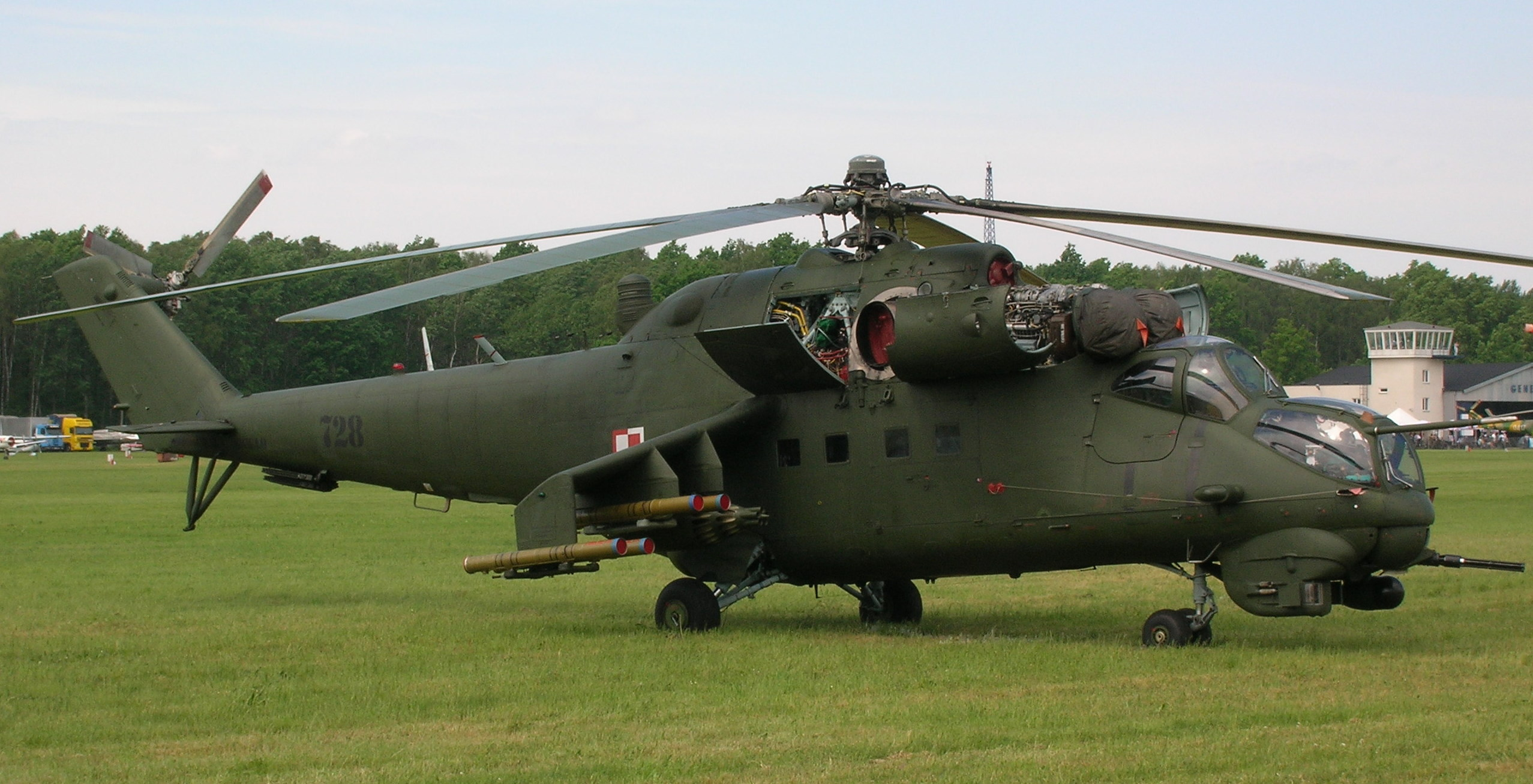
專為波蘭設計的Mi-24W

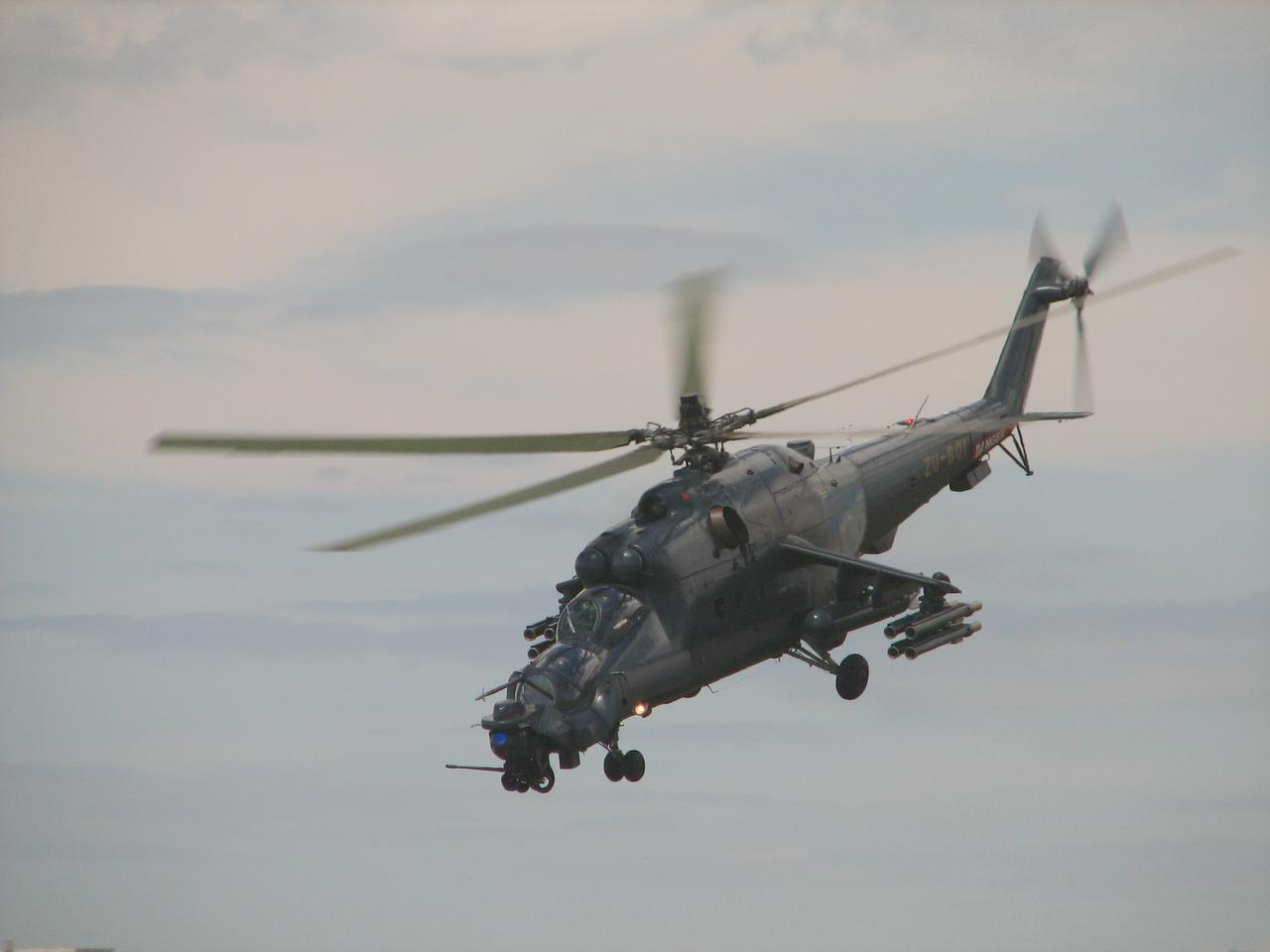
Ysterplaat航空展中的Mi-24超級雌鹿，2006年

雌鹿在1968年完成設計圖到試飛不到八個月；第一架模型機交付實戰評估於1971年，Mi-24A（雌鹿B）有許多問題，會橫向翻滾、武器瞄準有問題、飛行員視野太小，在大幅修改機身前段設計後解決了這些問題。
- Mi-24（雌鹿）- 第一版本，12架原型機，一架在1975年修改以突破速度紀錄（達到時速368km/h），拆除機翼並在主旋翼安裝阻尼器。9M17 Phalanga（AT-2 Swatter）导弹安装在侧面舱门旁。短翼只挂火箭巢，没有下反角。
- Mi-24A（雌鹿A）- 最早實戰版本，可載8步兵和3機員，可裝四具57-mm火箭艙於四個翼下掛架，四具9M17 Phalanga（AT-2 Swatter）反戰車飛彈於翼尖，火箭可換成傳統炸彈，外加一具12.7mm機槍於前端。雌鹿A也是最早量產版本，在1972年配屬於蘇聯空軍。
- Mi-24B（雌鹿-B）- Mi-24A的改进版，机头下方安装了类似D型的光电设备。没有量产。
- Mi-24U（雌鹿-C）- 無武裝教練機，缺少了機鼻的四管12.7mm機槍。
- Mi-24D（雌鹿-D）- Mi-24D與其他構型相比是更偏向純砲艇設計，1973年投產，Mi-24D前機身大幅修改設計，兩個駕駛艙是隔絕分開的，一是專職駕駛一是專職砲手，一門12.7mm四管機槍於機鼻下，還可裝四具57mm火箭莢艙，四具9M17 Phalanga反戰車飛彈（比Mi-24A的MCLOS系統有大幅躍進），也可安裝傳統炸彈。
- Mi-24DU - 少量生產的Mi-24D用於訓練雙駕駛控制的教練機。
- Mi-24V（雌鹿-E）- 當年的新科技研發型，1976年量產至1980年代才被西方世界得知，裝備更多9M114 Shturm（AT-6反戰車飛彈）。四個派龍架可以裝八枚，這也是產量最大版本，超過1500架。
- Mi-24P（雌鹿-F）- 空中砲艇版，把12.7mm機槍換成30mm機砲。
- Mi-24RKR（雌鹿-G1）- 大規模毀滅武器搜查專用，可以偵查輻射線來源，生化武器採樣，第一次出現是1986年切爾諾貝爾核事故，已知型號有Mi-24R、Mi-24RR和Mi-24RKh（Rch）。
- Mi-24K（雌鹿-G2）－武裝搜查和砲兵觀測用直昇機。
- Mi-24VM - 升級自Mi-24V改良航電和夜戰力，新通訊器，更短更輕的機翼，升級武器系統可支援Ataka、Shturm、Igla-V飛彈和23mm機砲，其他內部升級是延長飛機壽命和方便維修為主，預料該機型可服役到2015年。
- Mi-24PM - Mi-24P升級版，和Mi-24VM使用相同科技。
- Mi-24PN - 蘇軍（俄羅斯）選擇此升級版的Mi-24作為直昇機主力部隊，PN版有電視攝影機和紅外線攝影機在機頭半球體，轉子旋翼和從Mi-28改良來的機翼、修正過的起落架。俄軍在2004年公開有14架Mi-24PN出廠，並計畫升級所有雌鹿到PN型[29]。
- Mi-24PS - 警用版。
- Mi-24E - 環境調查版。
- Mi-25 - Mi-24D出口版。
- Mi-35 - Mi-24V出口版。
- Mi-35M - 出口夜戰版，適合安裝西方國家的航電系統和雷達。
- Mi-24W - 專為波蘭設計的Mi-24V。
- Mi-35P - Mi-24P出口版。
- Mi-35U - Mi-35的教練機版。
- Mi-24超級雌鹿Mk II - 用現代化西方航電升級的版本（由南非先進科技工程公司ATE升級）[30]。
- Mi-24超級雌鹿Mk III/IV - 舊型的Mi-24多方面升級版，武器、航電和反制防禦設備都升級[31]。
- Mi-24阿富汗戰場改型 - 後艙裝甲和尾煙抑制器通常是拆除，為避免換槍麻煩，客艙兩邊都有重機槍，有預備的火箭彈放在客艙以備在戰場上裝彈，機上也裝有許多步兵武器[32]。

## 服役國

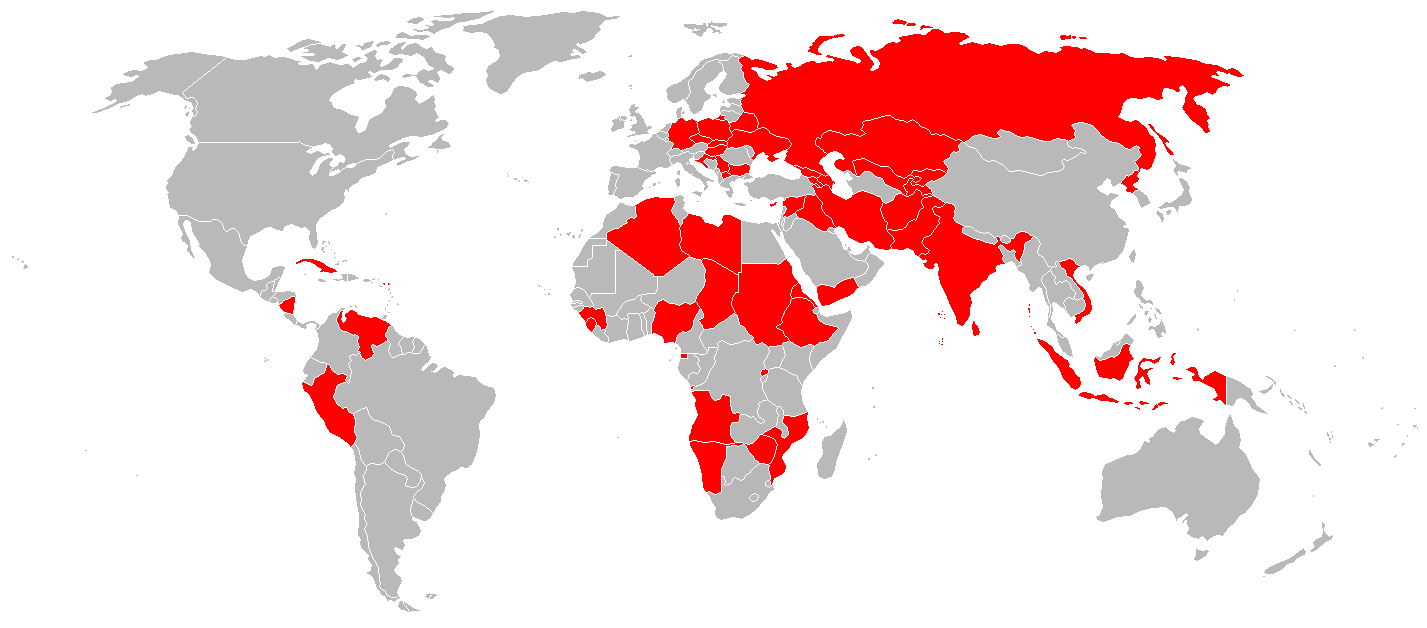
Mi-24、Mi-25和Mi-35使用國

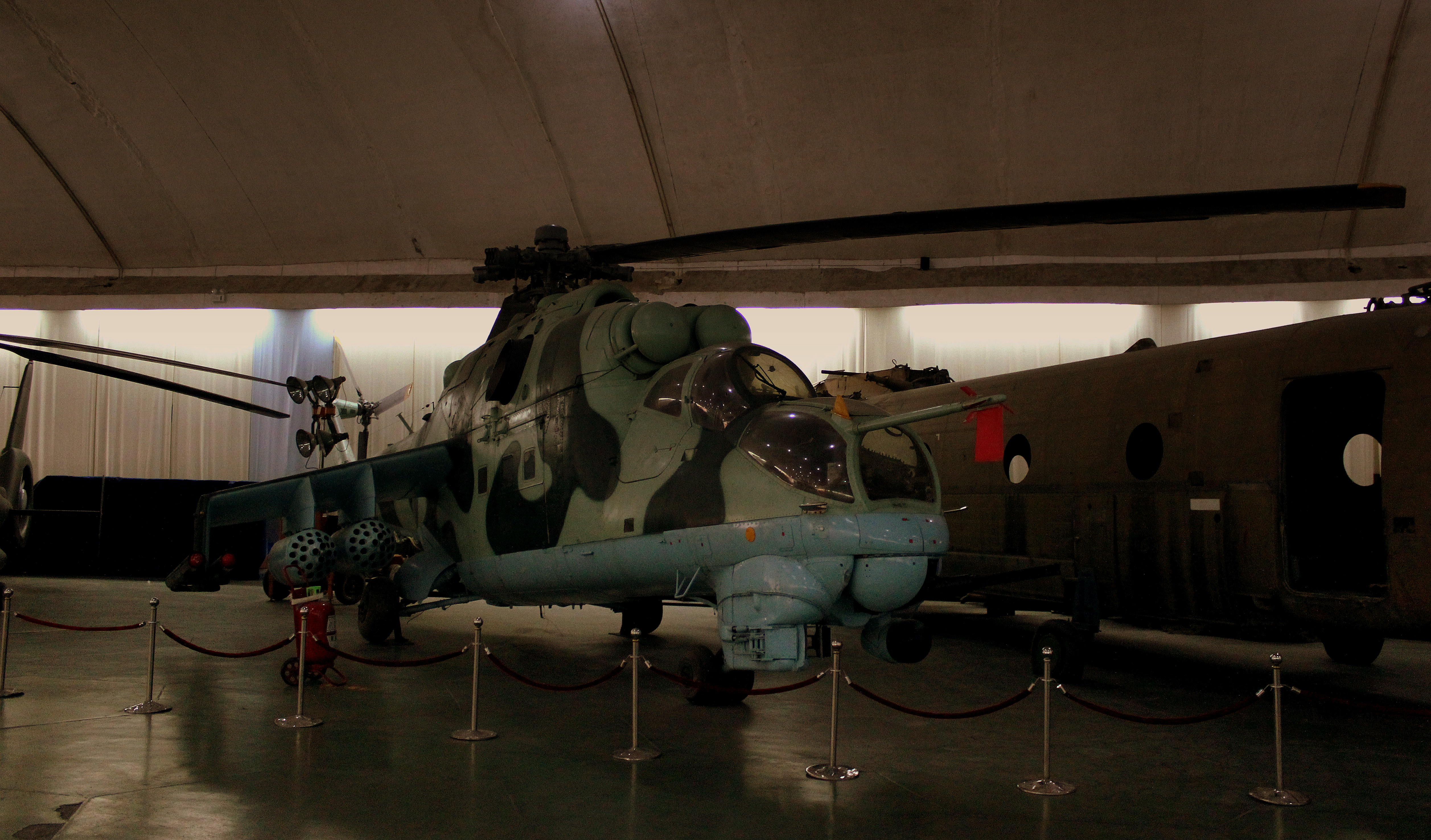
現被放在中國航空博物館展出的Mi-24

| - －於1979年戰時115架交貨給阿富汗。 - －阿爾及利亞 - －安哥拉 - －亞美尼亞：12架現役。 - －亞塞拜然 - －白俄羅斯：Mi-24P - －保加利亞：現役，44架交貨於1979年－1986年 - －查德 - －賽普勒斯：12架Mi-35P交貨於2001年－2002年 - －克羅地亞：退役 - －古巴 - －捷克（將被AH-1眼鏡蛇直升機取代） - －東德 - 德国－兩德統一後，51架以上Mi-24賣給匈牙利、波蘭、美國博物館買去兩架 - －赤道幾內亞 - －厄利垂亞 - －衣索比亞 - －喬治亞：8架現役於喬治亞空軍 - －幾內亞 - －匈牙利：由東德購買 - －印度 - －印尼：2架Mi-35P（2004年購入），5架Mi-35P（2006年下單），3架Mi-35（2007年下單） - －伊拉克 - －伊朗 - －哈薩克 - －吉爾吉斯 - －利比亞 - －馬其頓 - －蒙古 - －莫三比克 | - －中國（仅作研究） - －那米比亞 - －尼加拉瓜 - －奈及利亞 - －北韓 - －巴基斯坦：一架現役 - －祕魯 - －波蘭 - －俄羅斯：260架現役 - －盧安達 - －塞爾維亞：2架Mi-24V現役 - －獅子山 - －斯洛伐克 - －斯里蘭卡：空軍一個營10架，包含Mi-24D/V/P/Mi-35各型 - －蘇丹 - －敘利亞 - －塔吉克 - －烏干達 - －烏克蘭 - －美國 - 冷戰空軍博物館（CWAM （页面存档备份，存于））可用有2架，Mi-24停放於德州達拉斯南方蘭卡斯特機場 - 美國陸軍德州布里斯堡基地，Mi-24和路易斯安那州葡克堡作為假想敵訓練 - FAA登記表中faa.gov有一些私人擁有的Mi-24 - －烏茲別克 - －委內瑞拉：Mi-35M2 - －越南 - －葉門 - －辛巴威 |

自從1978年以來約有2,000架以上Mi-24被生產出來，600架以上外銷。

## 技術規格（Mi-24）
基本信息
- 机组：3（駕駛、武器官、工程師）。只有原型机以及早期的A/B/U型才是3人，以后的都是双人，取消了工程師
- 容量：可運8步兵或 4擔架床（由于发动机功率較低，雌鹿实际使用中很少運送士兵）

性能

## 武器系統
內置機槍：

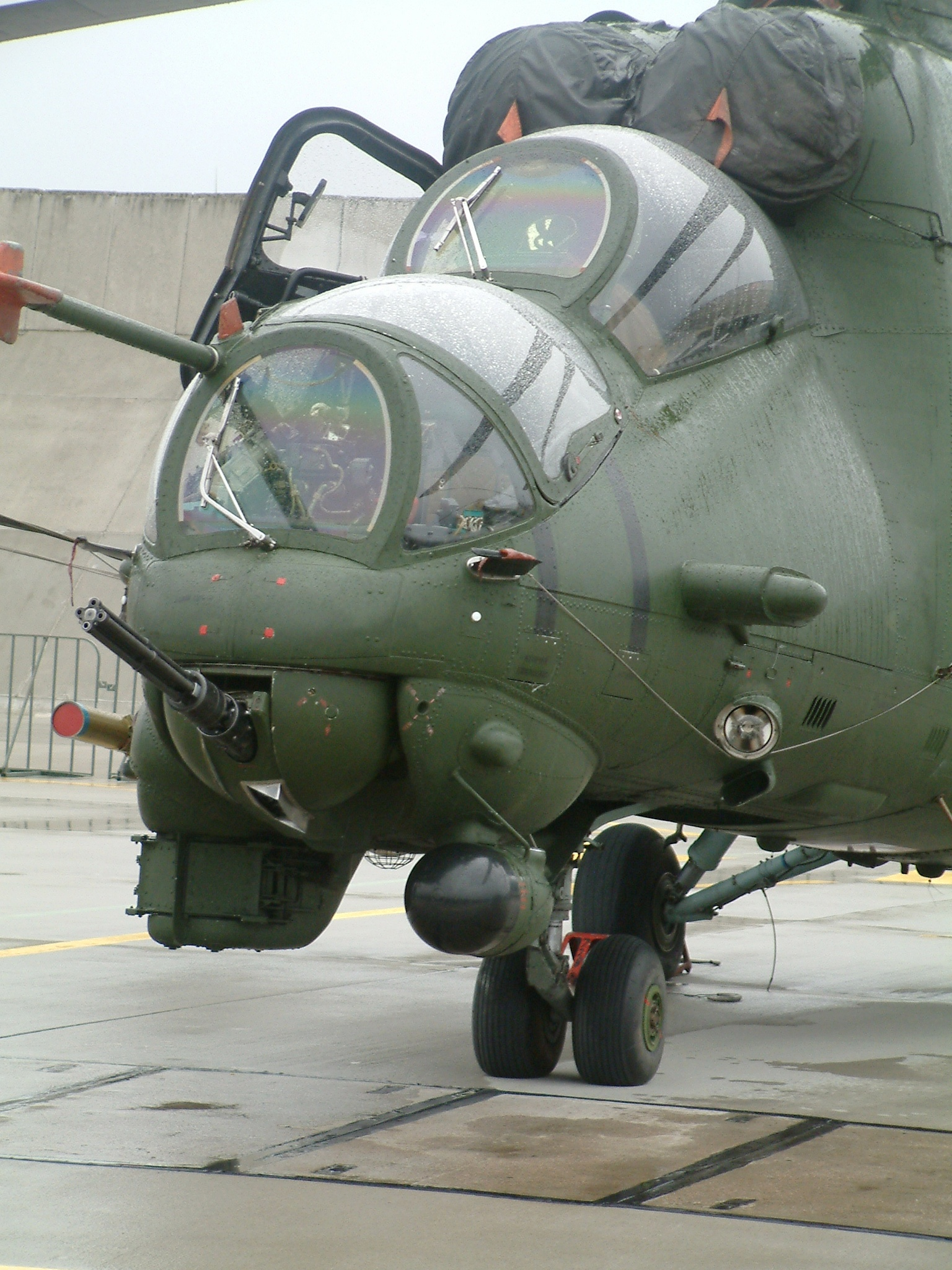
Mi-24W的機鼻機槍配置

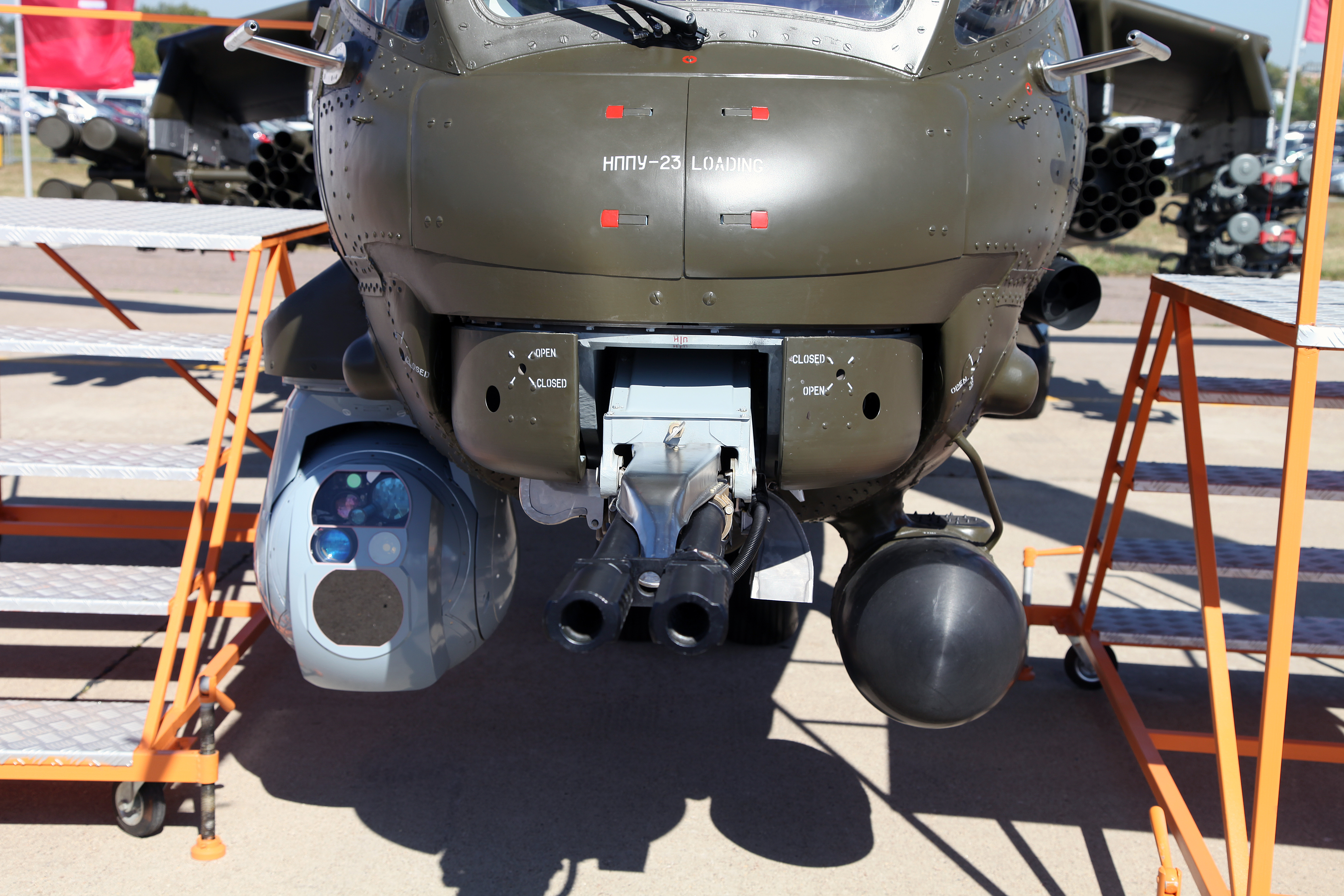
Mi-35的23mm機炮配置

- 可旋轉Yakushev-Borzov Yak-B 12.7毫米加特林重機槍，用於多數型號
- 固定式GSh-30-2K機炮，用於Mi-24P/PV
- 可旋轉GSh-23L機炮，用於Mi-24PV
- PKT機槍可架於乘客艙機門上

兩翼外掛架：
- 全掛架都可掛1500公斤油箱或儲物箱
- 兩內側掛架可以載重500kg
- 兩外側掛架可以載重250kg
- 翼尖只可掛AT-2 Swatter反裝甲飛彈（Mi-24A-D型）或9K114 Shturm複合掛架（Mi-24V-F型）

炸彈：
- 所有重量不超出的炸彈如：ZAB、FAB、RBK、ODAB都可掛
- MBD-4多管火箭4xFAB-100
- KGMU2V子母彈或空中布雷器

第一代武器（標準型Mi-24D）：
- GUV-8700機槍荚艙（有一具Yak-B 12.7毫米加特林重機槍+兩具7.62毫米GShG-7.62加特林機槍組成或一具AGS-17烈火自動榴彈發射器）
- UB-16和UB-32、S-5火箭發射器
- S-24 240mm火箭
- R-60雙管發射器
- 9M17 Phalanga飛彈（兩翼尖各掛載兩枚）

第二代武器（Mi-24V和後續升級版）：

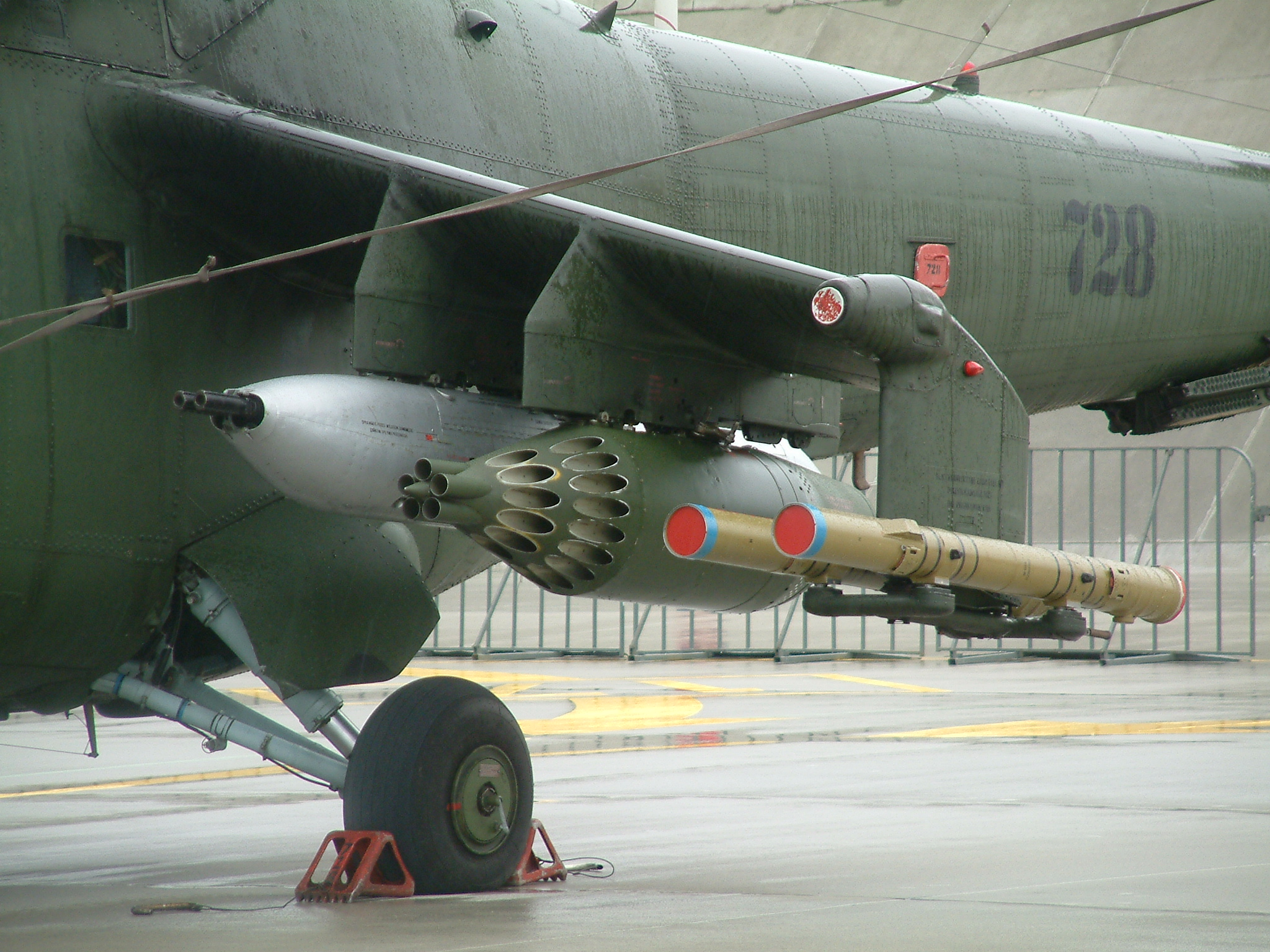
一架Mi-24W的複合掛載

- UPK-23-250機槍筴艙GSh-23L
- S-25 150mm火箭
- B-8V20（S-8航空火箭彈的輕型直昇機專用版）
- UB-13 S-13火箭發射器
- 9M39 Igla反戰車飛彈（每一翼可掛2或4枚）
- 9K114 Shturm（每一外側掛架和翼間可掛兩枚）

ATE升級（超級雌鹿MkIII B）
- 30mm機砲塔
- 8× Ingwe反戰車飛彈
- 雷射導引和GPS導引炸彈

其他：

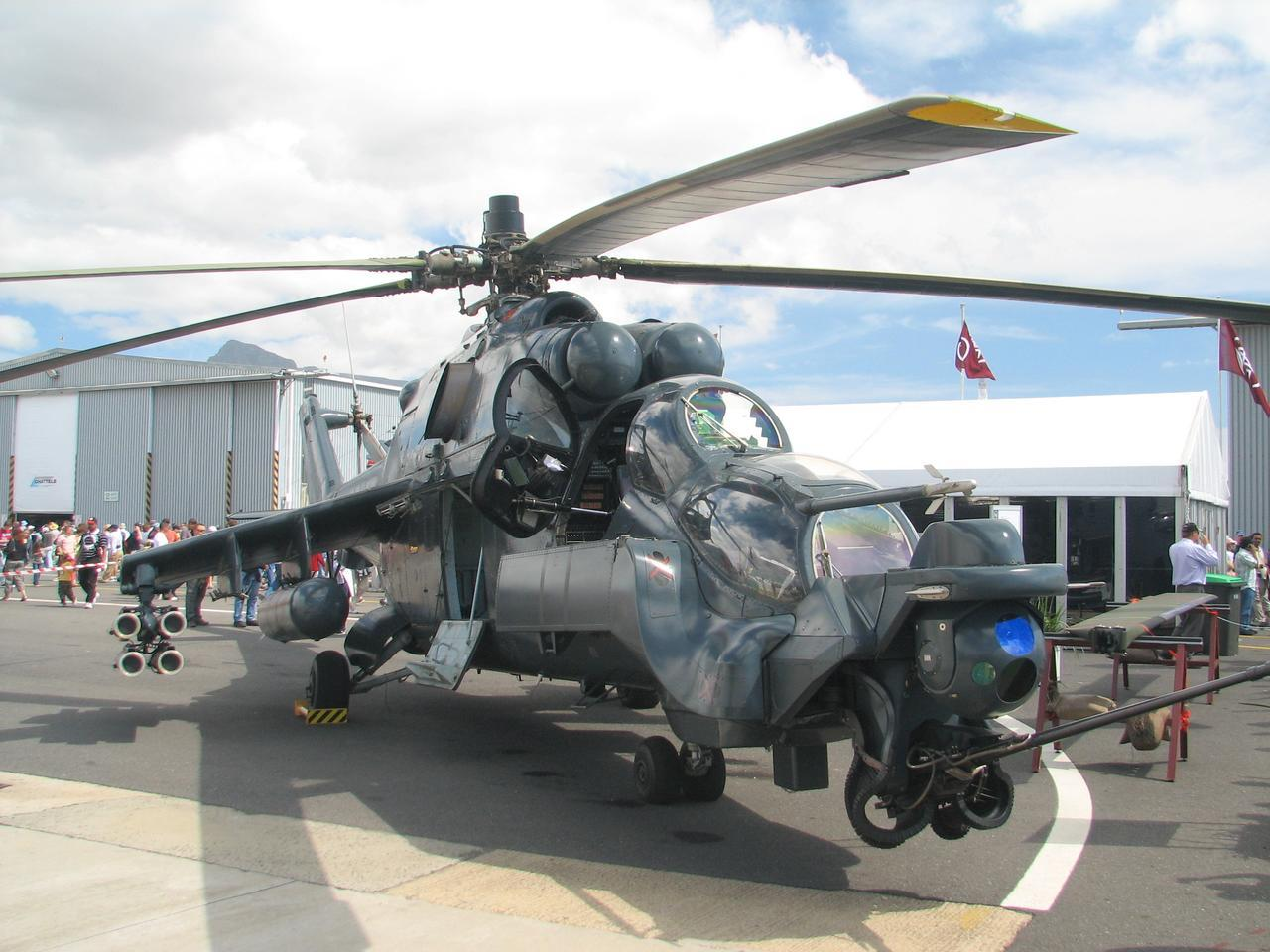
超級雌鹿

- 有時許多介面傳統的外國武器可以直接掛載使用
- 現代化升級的原型機可以支援9K121 Vikhr飛彈（烏克蘭廠原型），9M120 Ataka-V飛彈（Mil廠原型），R-73飛彈和許多種雷射導引火箭
- 早期的版本後艙門有許多射孔，後面的步兵可以直接從射孔中用步槍開火，但該功能用處不大，新版本都不再有射孔，所以無安裝專門的側艙門機槍時就表示任務中不需要步兵開槍。
- 阿富汗戰爭期間，機艙內掛有一些手持武器讓飛機被擊落時機員可以自衛，還有一些額外火箭彈讓機員在戰場上可以暫時降落幫火箭發射器裝彈。
- 俄羅斯入侵烏克蘭期間，烏克蘭軍方改裝捷克提供的Mi-24V，在直升機的短翼掛上19管的M261火箭吊艙，以發射美國製造的九頭蛇70航空火箭彈。

## 世界紀錄
1975年一位女機師用雌鹿創下最快爬升、最快速度、最高高度的直昇機世界紀錄。

## 外部連結
- 米-24武裝直升機圖文詳解
- manufacturing plant （页面存档备份，存于）
- MI-24PN Gallery
- Mi-24 service, tactics and variants （页面存档备份，存于）